# Список битв УНР
У цій статті наведено список усіх битв за участю армії Української Народної Республіки 1917—1921 рр.
| Дата                        | Битва                                | Сили і втрати УНР | Сили і втрати противника | Результат                     |
| --------------------------- | ------------------------------------ | --- | --- | ----------------------------- |
| 11—12 грудня 1917 р.        | Листопадове повстання у Києві        | Сили: УНР: 1-а українська сердюцька дивізія. Усього 12000 бійців Втрати: Відсутні. | Сили: Радянська Росія: 7000 бійців Втрати: 7000 полонених | Перемога військ УНР           |
| 11—12 грудня 1917 р.        | Листопадове повстання у Одесі        | Сили: УНР: Гайдамаки Втрати: | Сили: Радянська Росія: 300 гвардійців, крейсер «Алмаз» Втрати: | Перемога військ УНР           |
| 19—23 грудня 1917 р.        | Падіння Харкова                      | Сили: УНР: Усього 2700 бійців | Сили: Радянська Росія: Всього 10000 бійців | Поразка військ УНР            |
| 24—25 грудня 1917 р.        | Бій за станцію Лозова                | Сили: УНР: Загін Вільного козацтва, Гайдамацький курінь, Частини колишньої 3-ї кавалерійської дивізії РІА та запасні частини Сімферопольського полку ім. П. Дорошенка. Усього близько 1500 осіб. Втрати:                                                                              | Сили: Радянська Росія: Солдати 30-го запасного полку Харківського гарнізону та робітники заводу ВЕК (нині Харківський електромеханічний завод), бронепотяг з одною 75 мм гарматою. Всього близько 700 осіб. Втрати: | Перемога військ УНР           |
| 27—28 грудня 1917 р.        | Повстання Чугуївської юнацької школи | Сили: УНР: Чугуївське військове училище Втрати: Були роззброєні та потрапили до радянського полону 200 юнкерів | Сили: Радянська Росія: 300 бійців 1-го Петроградського збірного загону Ховріна, 400 харківських червоногвардійців. Усього близько 700 осіб. Втрати: Відсутні | Поразка військ УНР            |
| 29—30 грудня 1917 р.        | Другий бій за станцію Лозова         | Сили: УНР: Сімферопольський полк полку ім. П. Дорошенка. Усього близько 200 осіб. Втрати: 2 убиті, 4 поранені, 17 полонено (поміж ними 1 офіцер). | Сили: Радянська Росія: 500 Солдат 30-го запасного полку Харківського гарнізону, 280 харківських червогогвардійців, бронепотяг з одною 75 мм гарматою. Всього близько 780 осіб. Втрати: 1 убитий 6 поранених, 7 полонених (включно з офіцером з 30-го полку). | Поразка військ УНР            |
| 9— 15 січня 1918 р.         | Бої за Олександрівськ                | Сили: УНР: 250 бійців 3-го Гайдамацького куреня 40 бійців Вільного козацтва, частини 17-го, 63-го та 49-го полків армії УНР. Втрати: 1 вбитий, 4 поранених | Сили: Радянська Росія: 300 Олександрівських червоногвардійців, загін матросів Чорноморського флоту, 1-й Петроградський загін армії Радянської Росії Втрати: Убито 13 червоногвардійців і 5 матросів | Поразка військ УНР            |
| 7—11 січня 1918 р.          | Бої за Катеринослав                  | Сили: УНР: Катеринославський курінь вільного козацтва, українізований 134-й Феодосійський полк. Всього 1500 бійців. Втрати: | Сили: Радянська Росія: 2500 катеринославських червоногвардійців, 1000 солдатів полку імені Пилипа Орлика, 1500 харківських і московських червоногвардійців Втрати: 21 загиблий, кілька десятків поранених | Поразка військ УНР            |
| 26—31 січня 1918 р.         | Бої за Одесу                         | Сили: УНР: 1-й, 2-й і 3-й курені гайдамаків, загін «Одеська Січ». Усього 1800—2000 бійців. Втрати: 77 вбитих і поранених | Сили: Радянська Росія: 1000 одеських червоногвардійців, 1000 матросів Чорноморського флоту, 1000 бойовиків інших лівих формувань, 500 солдатів 49-го і Охтирського полків, 500—600 бійців зведеного батальйону солдатів колишньої 6-ї армії, Броненосці: «Синоп», «Ростислав», крейсер «Алмаз» Втрати: 66 вбитих і поранених матросів, 17 убитих і поранених червоногвардійців | Поразка військ УНР            |
| 29 січня 1918 р.            | Бій під Крутами                      | Сили: УНР: Загін Вільного Козацтва армії УНР, Помічний студентський курінь, Юнацька школа; 16 кулеметів та саморобний бронепоїзд у вигляді артилерійської гармати. Усього 400 бійців. Втрати: Студентська сотня: 74-81; Юнацька школа: 33-44; «Курінь смерті»: 20-25. Загалом 127—146 | Сили: Радянська Росія: Загін петроградських і московських червоногвардійців та матросів Балтійського флоту. Всього 4000 бійців. Втрати: 300 вбитих | Перемога військ УНР           |
| 28 січня—26 лютого 1918 р.  | Бій за Єлисаветград                  | Сили: УНР: Втрати: | Сили: Радянська Росія: Втрати: | Поразка військ УНР            |
| 29 січня—4 лютого 1918 р.   | Січневе повстання у Києві            | Сили: УНР: 8000—10000 бійців Втрати: | Сили: Радянська Росія: Усього 6450 бійців Втрати: 1800 | Перемога військ УНР           |
| 2 лютого 1918 р.            | Літківський бій                      | Сили: УНР: 24 юнкери Київської військової школи імені Богдана Хмельницького Втрати: 20 вбиті під час битви, 4 полонені і розстріляні | Сили: Радянська Росія: 300—400 червоногвардійців Втрати: 35—50 вбиті, 60—80 поранені | Поразка військ УНР            |
| 5—8 лютого 1918 р.          | Штурм Києва                          | Сили: УНР: 1700 вояків, 17 гармат. Втрати: 500 вбито і поранено, до 3000 розстріляно | Сили: Радянська Росія: 7000 вояків, 25 гармат, 2 бронепотяги, 3 броньовики Втрати: 1000 вбито і поранено | Поразка військ УНР            |
| 13—25 квітня 1918 р.        | Кримська операція                    | Сили: УНР: 2-й Запорізький полк, 1-й кінний полк імені Костя Гордієнка, Інженерний курінь, Кінно-гірська гарматна дивізія, Павлоградський гусарський полк, Автопанцирна дивізія, Загін моторних катерів, Кримсько-татарські добровольці, Галицькі добровольці Втрати:                 | Сили: Радянська Росія: 3-я більшовицька армія Втрати: | Перемога військ УНР           |
| 12 січня 1919 р.            | Оборона Чернігова                    | Сили: УНР: 1500 бійців (бій прийняли 450 бійців) Втрати: | Сили: Радянська Росія: 5000 бійців Втрати: | Поразка військ УНР            |
| 4—5 лютого 1919 р.          | Бій на річці Трубіж                  | Сили: УНР: Близько 170 легкоозброєних бійців Втрати: 70 осіб | Сили: Радянська Росія: Точна кількість невідома, мали чисельну перевагу, а також прикриття бронепотягу та кавалерії. Втрати: | Перемога військ УНР           |
| 4—5 лютого 1919 р.          | Взяття Києва Червоною армією         | Сили: УНР: Втрати: | Сили: Радянська Росія: Втрати: | Поразка військ УНР            |
| 10 лютого 1919 р.           | Бій у Запорозькому городку           | Сили: УНР: Військова сотня Втрати: 1 поранений | Сили: Радянська Росія: Від 200 до 600 бійців Втрати: 10 осіб убитими, 2 кулемети, 10 коней, 11 зарядних скринь, 13 гвинтівок | Перемога військ УНР           |
| 27 березня—3 квітня 1919 р. | Бій за Бердичів                      | Сили: УНР: Всього 5250 бійців. Втрати: 1500 бійців | Сили: Радянська Росія: Всього 12000 бійців Втрати: | Поразка військ УНР            |
| 9—10 квітня 1919 р.         | Куренівське повстання                | Сили: УНР: Близько 500—3000 бійців. Втрати: | Сили: Радянська Росія: Всього 21000 бійців Втрати: | Перемога військ УНР           |
| 1—6 червня 1919 р.          | Бій за Кам'янець-Подільський         | Сили: УНР: Біля 2000 старшин та козаків. 30-35 кулеметів, 13 гармат, крім тимчасово приділеного дивізіону гірських гармат. Втрати: Убиті: 3 старшин і 8 козаків. Поранені: 7 старшин і 29 козаків. З числа поранених вмерло у шпиталі Кам'янця 6 козаків.                             | Сили: Радянська Росія: Близько 1700 багнетів, 12 гармат, 150 вершників. Втрати: | Перемога військ УНР           |
| 26—31 липня 1919 р.         | Бої за Вапнярку                      | Сили: УНР: Третя Залізна Стрілецька дивізія Армії УНР Втрати: | Сили: Радянська Росія: 12-та Радянська Армія Втрати: | Перемога військ УНР           |
| 15 квітня 1920 р.           | Бій за Вознесенськ                   | Сили: УНР: Чорні запорожці Армії УНР Втрати: | Сили: Радянська Росія: Втрати: 2 мільйони рушничних набоїв, 32000 гарматних, 28 гармат, 5000 рушниць, 4 кулемети | Перемога військ УНР           |
| 2 червня 1920 р.            | Бій біля Борисполя                   | Сили: УНР: Польща: 2 батальйони (частина 1-го Піхотного полку) | Сили: Радянська Росія: 58-а стрілецька дивізія Втрати: | Перемога військ УНР та Польщі |
| 25 липня 1920 р.            | Бій під Сидоровом                    | Сили: УНР: Окрема кінна дивізія. Усього 1200 бійців. Втрати: 2 козаків убитими, поранено 33 козаків і 3 старшини | Сили: Радянська Росія: Більшовицька кіннота і два полки більшовицької піхоти 123-ї пішої бригади. Усього 1300 бійців. Втрати: Повністю знищені | Перемога військ УНР           |
| 25 вересня 1920 р.          | Бої за Проскурів                     | Сили: УНР: Перша 3апорізька дивізія Втрати: | Сили: Радянська Росія: 8-ма кавалерійська дивізія Червоного козацтва України Втрати: | Перемога військ УНР           |
| 17 листопада 1921 р.        | Бій під Малими Міньками              | Сили: УНР: Волинська повстанська група, Шоста січова стрілецька дивізія. Всього близько 900 бійців Втрати: 700 осіб | Сили: Радянська Росія: 9-та Кримська кавалерійська дивізія Котовського Втрати: | Поразка військ УНР            |

## Дивіться також
- Список битв за участю Української Народної Республіки